# Ordinariato Pessoal Nossa Senhora de Walsingham
O Ordinariato Pessoal Nossa Senhora de Walsingham (em latim: Ordinariatus Personalis Nostrae Dominae Walsinghamensis; em inglês: Personal Ordinariate of Our Lady of Walsingham) é uma circunscrição eclesiástica pessoal da Igreja Católica no território conjunto de Inglaterra e País de Gales. É o primeiro Ordinariato pessoal para anglicanos erigido a fim de receber ex-fiéis anglicanos em plena comunhão com a Igreja Católica, mantendo suas tradições próprias, desde que em conformidade com a doutrina católica. Pertence à Conferência Episcopal da Inglaterra e País de Gales.

## Anglicanorum Cœtibus
A Constituição Apostólica Anglicanorum Cœtibus é a resposta do Vaticano para as preocupações e pedidos vindos de dentro da Igreja Católica, particularmente das paróquias de Uso Anglicano; das Igrejas anglicanas que estão fora da Comunhão Anglicana, especialmente a Comunhão Anglicana Tradicional; e dos setores anglo-católicos dentro da Comunhão Anglicana (nomeadamente do movimento Forward in Faith).
Os ordinariatos pessoais "são erigidos pela Congregação para a Doutrina da Fé dentro dos confins territoriais de uma determinada Conferência Episcopal, depois de ter consultado a própria Conferência". Os ordinariatos têm uma "personalidade jurídica pública" e são "juridicamente assimilados a uma diocese", sendo constituídos por "fiéis leigos, clérigos e membros de Institutos de Vida Consagrada ou de Sociedades de Vida Apostólica, originariamente pertencentes à Comunhão Anglicana e agora em plena comunhão com a Igreja Católica, ou que recebem os Sacramentos da Iniciação na jurisdição do próprio Ordinariato".

## Ereção
De acordo com a Constituição Apostólica Anglicanorum Coetibus, do Papa Bento XVI, e após cuidadosa e estudada consulta à Conferência Episcopal da Inglaterra e País de Gales, a Congregação para a Doutrina da Fé erigiu a 15 de janeiro de 2011 o primeiro ordinariato. O Decreto de Ereção especifica o nome de Personal Ordinariate of Our Lady of Walsingham (Ordinariato Pessoal de Nossa Senhora de Walsingham) e o coloca sob a proteção do, na época Beato, São John Henry Newman, que foi um cardeal convertido ao catolicismo, um grande expoente do Movimento de Oxford, beatificado por Bento XVI em sua visita à Inglaterra no final de 2010 e canonizado pelo papa Francisco em 13 de outubro de 2019.
No mesmo dia, Bento XVI nomeou o Pe. Keith Newton primeiro Ordinário. Aos 17 de março do mesmo ano, o ordinário foi elevado a Monsenhor Protonotário Apostólico e os demais membros do Conselho de governo, os presbíteros John Broadhurst e Andrew Burnham, a Monsenhores prelados de honra. Somente o Ordinário recebeu o privilégio previsto para ex-bispos anglicanos de usar as insígnias episcopais, como mitra, báculo, cruz peitoral etc.
Recebida na Igreja Católica na mesma Missa Crismal que os três supracitados padres e suas respectivas esposas, a Society of Saint Margaret in Walsingham (Sociedade de Santa Margarida em Walsingham) é a primeira Comunidade de Vida Religiosa do Ordinariato. Fundada pelo ministro anglicano John Mason Neale, a Sociedade teve seu carisma fortemente marcado pelo Movimento de Oxford. Sua espiritualidade, conforme o site oficial do ordinariato, é de "adoração diária, vida comunitária e recitação do Ofício Divino em coro, além da devoção ao Santo Nome de Jesus [cuja festa litúrgica se celebra no dia 2 de janeiro)] e serviço ao necessitado, em especial, os peregrinos da jornada espiritual em busca do Senhor".
Em matéria de 28 de dezembro de 2011, o periódico The Daily Telegraph afirma que só no primeiro ano, 60 clérigos e cerca de mil fiéis leigos entraram na Igreja Católica através do Ordinariato Nossa Senhora de Walsingham; e mais 20 clérigos e 200 leigos são esperados para o ano de 2012.

## Prelados
|            | Nome                | Período    | Notas             |
| Ordinários | Ordinários          | Ordinários | Ordinários        |
| ---------- | ------------------- | ---------- | ----------------- |
| 2º         | David Arthur Waller | 2024-      | Atual             |
| 1º         | Mons. Keith Newton  | 2011-2024  | Ordinário emérito |